# Nusa Ceningan
Nusa Ceningan is een eiland gelegen in de Straat Lombok, nabij de eilanden Nusa Lembongan en Nusa Penida, ten zuidoosten van Bali, in Indonesië. Het is via een brug met Nusa Lembongan verbonden.
Het eiland valt onder het Balinese regentschap Klungkung en maakt deel uit van de Kleine Soenda-eilanden.